# Erg Chebbi
Erg Chebbi (arabisk: عرق الشبي) er en af Marokkos flere erger – store hav af klitter dannet af vindblæst sand. Den anden er Erg Chigaga nær M'hamid. 
Ergen ved Erg Chebbi er op til 150 meter høj og dækker et område på 22 kilometers fra nord til syd og 5-10 kilometer fra øst til vest.
Den nærmeste større by er Erfoud, omkring 60 km mod nord. En anden større by er Rissani (40 km from Merzouga). Den var i det 8.-14. århundrede et selvstændigt kongedømme, kendt som Sijilmassa, som levede højt på karavaneruterne. 
I udkanten af sandmilen ligger Merzouga, som er et lokalt turistknudepunkt. Her kan man købe kamelture med overnatning nogle få km inde i sandmilen.
I årets varmeste måneder kommer marokkanerne til Erg Chebbi for at få kroppen, bortset fra hovedet, dækket af varmt sand i nogle få minutter ad gangen. Det skulle være godt mod gigt. 

## Flere billeder
- Erg Chebbi set fra udkanten af Merzouga
- Kameler som anvendes til turene ind i sandmilen